# 静岡県道33号藤枝大井川線
静岡県道33号藤枝大井川線（しずおかけんどう33ごう ふじえだおおいがわせん）は、静岡県藤枝市から焼津市に至る県道（主要地方道）である。

## 概要
静岡県藤枝市の静岡県道381号島田岡部線志太交差点から焼津市の宗高交差点までを結ぶ。
別名は藤相田沼街道（とうそうたぬまかいどう）、地元では田沼街道と呼ばれる。焼津市内に入ると静岡県道227号島田大井川線と合流、東に逸れて国道150号に至るが、その手前で分岐した旧街道は国道150号の北側を並行し富士見橋（大井川）方面に向かう。

### 路線データ
- 陸上距離：5.7 km
- 起点：藤枝市志太（志太交差点、静岡県道381号島田岡部線交点）
- 終点：焼津市上小杉（宗高交差点、国道150号交点）

## 歴史
- 1993年（平成5年）5月11日 - 建設省から、県道藤枝大井川線が藤枝大井川線として主要地方道に指定される[1]。

## 路線状況

### 重複区間
- 静岡県道227号島田大井川線（焼津市上新田 - 焼津市上小杉・宗高交差点）

## 地理

### 通過する自治体
- 藤枝市
- 焼津市

### 交差する道路
- 静岡県道381号島田岡部線（藤枝市志太・志太交差点、起点）
- 静岡県道222号上青島焼津線（藤枝市駅前・田沼地下道北交差点）
- 静岡県道226号高洲和田線（藤枝市高洲・高洲一丁目交差点）
- 志太中央幹線
- 静岡県道227号島田大井川線（焼津市上新田）
- 国道150号・静岡県道227号島田大井川線（焼津市上小杉・宗高交差点、終点）

### 沿線
- 藤枝市立青島東小学校
- 藤枝税務署
- 藤枝郵便局
- JR東海東海道本線 藤枝駅
- マックスバリュ 藤枝田沼店
- 藤枝市立高洲南小学校
- 静岡県立大井川高等学校